# Bassa de Ca la Paula
La bassa de Ca la Paula és una bassa sabadellenca on es va originar el Club Natació Sabadell l'any 1916. Es troba al riu Ripoll, prop del pont de Torre-romeu.
Es tracta d'un gran dipòsit d'aigua de 36 × 27 m, amb capacitat per a uns 3.000 m³. El seu nom prové de la coneguda casa del guarda del molí de les Tres Creus, ca la Paula. L'any 1915 s'hi va dur a terme el primer festival de natació de Sabadell, fet que va tenir un gran ressò i va propiciar el naixement del Club de Natació. L'aigua de la bassa provenia de la mina de les Cireres, però després dels aiguats del 1962 aquesta aigua es canalitza cap a cal Grau. La bassa es va inutilitzar per evitar accidents, ja que la canalla de Torre-romeu s'hi banyava.